# Criterios de convergencia
Los criterios de convergencia (o criterios de Maastricht) son los requisitos que deben cumplir los Estados de la Unión Europea para ser admitidos en la eurozona, y consecuentemente, para participar en el Eurosistema. Los criterios vienen establecidos en el artículo 121(1) del tratado que establece la Comunidad Europea (Tratado de la CE). En total hay cuatro criterios, el que se refiere a la estabilidad de precios, el que se refiere a las finanzas gubernamentales, el que se refiere a los tipos de cambio y por último el que hace mención a las tasas de interés a largo plazo.

## Criterios

### Tasa de inflación
No puede ser mayor que un 1.5% respecto a la media de los tres Estados de la eurozona con menor inflación (excluyendo aquellos que sufran deflación) durante los últimos tres años precedentes al examen de la situación del país que quiere ser admitido. Además, si se teme que la inflación del país a examinar pueda incrementarse sustancialmente tras ser admitido, su candidatura puede ser rechazada.

### Finanzas gubernamentales
Definido por el artículo 104 del Tratado de la CE, se establece que:
a) Por una parte el déficit presupuestario de las administraciones públicas no puede representar una cantidad mayor que el 3% del PIB al final de año precedente. Excepcionalmente puede admitirse a un país con un déficit mayor del 3% siempre y cuando se mantenga cercano a esa proporción y se prevea que disminuya próximamente.
b) Por otro lado la Deuda pública no puede representar una cantidad mayor que el 60% del PIB. Si la Deuda es mayor que un 60%, el país puede ser igualmente admitido dentro de la eurozona siempre y cuando la trayectoria del ratio sea convergente y cercana al límite. En la práctica este criterio es generalmente omitido a la hora de admitir a un país dentro de la eurozona, pues en el momento de crear el Euro había muchos estados que no lo cumplían.

### Tipo de cambio
El estado debe participar en el mecanismo de tipos de cambio del Sistema Monetario Europeo (SME) sin ninguna ruptura durante los dos años precedentes al examen de la situación y sin tensiones graves. Además, no debe haber devaluado su moneda unilateralmente durante el mismo periodo. Después de la transición a la tercera etapa del SME, el Sistema Monetario Europeo fue reemplazado por el nuevo mecanismo de tipos de cambio (MTC-II o ERM II en sus siglas en inglés).

### Tipo de interés a largo plazo
El tipo de interés nominal a largo plazo no debe ser superior en un 2% a la media de los tres estados con menores tasas de inflación (los mismos que los del punto 1) durante el año precedente al examen.